# Tanini
Tanini is een bestuurslaag in het regentschap Kupang van de provincie Oost-Nusa Tenggara, Indonesië. Tanini telt 2227 inwoners (volkstelling 2010).